# San Felice a Cancello
San Felice a Cancello é uma comuna italiana da região da Campania, província de Caserta, com cerca de 17 335 habitantes (2019). Estende-se por uma área de 26 km², tendo uma densidade populacional de 642 hab/km². Faz fronteira com comunilimitrofi = Acerra, Maddaloni.

## Demografia
| Variação demográfica do município entre 1861 e 2011                               |
|                                                                                   |
| Fonte: Istituto Nazionale di Statistica (ISTAT) - Elaboração gráfica da Wikipedia |